# سيف سعيد شاهين
سيف سعيد شاهين عداء ألعاب قوى قطري، من مواليد 15 أكتوبر 1982 بمنطقة كييو بكينيا، كان يحمل اسم ستيفن تشيرونو، بعد حمل الجنسية القطرية غير اسمه إلى سيف سعيد شاهين.
تخصص في سباق 3000 متر موانع، وهو حامل الرقم القياسي العالمي للسباق بتوقيت 7 دقائق 53 ثانية و 63 جزء من الثانية.

## وصلات خارجية
- سيف سعيد شاهين على موقع الاتحاد الدولي لألعاب القوى (الإنجليزية)
- سيف سعيد شاهين على موقع الدوري الماسي (الإنجليزية)
- سيف سعيد شاهين على موقع اتحاد ألعاب الكومنولث (مؤرشف) (الإنجليزية)
- صفحة سيف سعيد شاهين على موقع Pace sports management